# Mayrornis schistaceus
El monarca pizarroso (Mayrornis schistaceus)  es una especie de ave paseriforme de la familia Monarchidae endémica de las islas Santa Cruz, pertenecientes a las islas Salomón.

## Distribución y hábitat
Se encuentra únicamente en la isla Vanikoro y la pequeña vecina Teanu, en el extremo oriental de las islas Salomón. Su hábitat natural son los bosques húmedos tropicales isleñas. Se encuentra amenazada por pérdida de hábitat.